# Daniele Libanori
Daniele Libanori S.J. (Ostellato, 27 de maio de 1953) é um religioso católico romano italiano, ex-bispo auxiliar da Diocese de Roma e atualmente Oficial da Cúria Romana.

## Biografia
Daniele Libanori começou a preparar-se para a vocação sacerdotal em 1964 e recebeu o sacramento da ordenação em 11 de junho de 1977 para a Arquidiocese de Ferrara. Ele recebeu sua licenciatura em teologia da evangelização dos Estudos Teológicos em Bolonha e seu doutorado em teologia da vida cristã da Faculdade Teológica da Itália Central.
Até 1991, trabalhou na pastoral paroquial e a partir de 1983, também como diretor do seminário. Em 1991 ingressou na ordem jesuíta. De 1993 a 1997, trabalhou na pastoral universitária em L'Aquila. De 1998 a 2003 foi capelão universitário na Universidade de La Sapienza, em Roma. Em 2002 fez sua profissão perpétua. De 2003 foi Vice-Reitor e de 2008 a 2016 Reitor da Igreja Jesuíta Romana Il Gesù. Ele então chefiou o apostolado nacional de oração por alguns meses e desde 2017 reitor da Igreja de San Giuseppe dei Falegnami no Fórum Romano e colaborador na formação do clero.

### Episcopado
Em 23 de novembro de 2017, o Papa Francisco o nomeou Bispo Titular de Buruni e Bispo Auxiliar de Roma. O vigário geral da diocese de Roma, arcebispo Angelo De Donatis, sagrou ele e o bispo auxiliar Paolo Ricciardi, que foi nomeado ao mesmo tempo, em 13 de janeiro do ano seguinte, na Arquibasílica de São João de Latrão. Os principais co-consagradores foram Gianrico Ruzza, bispo auxiliar de Roma, e Andrea Turazzi, bispo de San Marino-Montefeltro.
Monsenhor Libanori foi designado para a responsabilidade pelo setor central da Diocese e nomeado delegado diocesano para o clero e os seminários em 24 de maio de 2019. Libanori também é um exorcista conhecido. O Papa Francisco o nomeou membro da Congregação para as Causas dos Santos em 14 de abril de 2018.
Em junho de 2022, Libanori foi nomeado Comissário Apostólico da associação Pro Deo et fratribus – Família de Maria, por decreto do Papa.
Em 6 de abril de 2024, o Papa Francisco o nomeou seu assessor pessoal para a vida consagrada.